# 長瀝尾
長瀝尾（英語：Cheung Lek Mei）是香港沙田區九肚山的一條已荒廢村落，隸屬於沙田九約之一的火炭約。

## 歷史
清乾隆末年，客籍溫姓人士由廣東梅縣南遷，於九肚山北麓山谷深處、九肚坑上游一帶建村，長瀝尾因而得名，村民以種植為生，長瀝尾溫氏與馬鞍山村溫氏同源。，香港九約竹枝詞曾提及長瀝尾：「長瀝尾人馬料水，望窮山外有人煙 」。1911年長瀝尾有47名居民。長瀝尾大約於1970年代荒廢。荒廢前村內有一排少於10間的村屋，村旁有小型果園和梯田。
火炭發展成工業區後，香港政府將區內一條街道命名為長瀝尾街，以作紀念。現時，長瀝尾和稔凹的原居民代表為溫雲龍。

## 外部連結
- 居民代表選舉長瀝尾（沙田）的劃定現有鄉村範圍（2019至2022年） （页面存档备份，存于）